# Mazandaran
Mazandaran (perz. مازندران; Māzandarān, punim imenom استان مازندران; Ostān-e Māzandarān) je jedna od 31 iranske pokrajine. Smještena je na sjevernom dijelu zemlje, a omeđena je Golestanom na istoku, Semnanskom, Teheranskom, Alborškom i Kazvinskom pokrajinom na jugu, Gilanom na zapadu, te Kaspijskim jezerom na sjeveru. Mazandaran ima površinu od 23.756 km², a prema popisu stanovništva iz 2006. godine u pokrajini je živjelo 2,823.606 stanovnika. Sjedište Mazandarana nalazi se u gradu Sariju.

## Okruzi
- Abasabadski okrug
- Amolski okrug
- Babolski okrug
- Babolsarski okrug
- Behšaherski okrug
- Čaluški okrug
- Džujbarski okrug
- Ferejdunkenarski okrug
- Galugaški okrug
- Kaemšaherski okrug
- Mahmudabadski okrug
- Mijandorudski okrug
- Nečki okrug
- Novšaherski okrug
- Nurski okrug
- Ramsarski okrug
- Sarijski okrug
- Savadkuški okrug
- Simorški okrug
- Tonekabonski okrug

## Vanjske poveznice
- (perz.) Službene stranice Mazandarana  Arhivirana inačica izvorne stranice od 8. lipnja 2007. (Wayback Machine)

Ostali projekti
|  | Zajednički poslužitelj ima još gradiva o temi Mazandaran |